# バルログ (ストリートファイター)
バルログ (Balrog) は、カプコンが製造・販売している対戦格闘ゲーム『ストリートファイター』シリーズに登場する架空の人物。
欧米版での名称はVega。代わりに日本版におけるマイク・バイソンが肖像権の問題によりBalrogと名付けられている。

## キャラクターの設定
スペイン代表の格闘家で、ベガ率いる悪の組織シャドルーの幹部。『ストリートファイターII』（以下『ストII』と表記）におけるボスキャラクター・シャドルー四天王の二番手として初登場する。
白い仮面と三本の鋭い刃がついた鉤爪を身に着け、蛇が体に巻き付いたかのような刺青を入れていることから「仮面の貴公子」「スペインの狂える毒蛇」の異名を持つ。
仮面の下の素顔は女性と見紛うほどに美しいが、自己陶酔の激しいナルシストであり、醜悪と感じた者や敗者を殺めることも厭わないサディストでもある。「強い者こそ美しい」とする強さと美しさを結び付けた独自の美学を持ち、その言動からは知性の中に狂気が垣間見える。
シャドルーの幹部ではあるが世界征服には興味が無く、本人の目的はあくまで美の追求と、醜いものをこの世から消し去ることである。その一方で本気で世界征服を目論むベガの狂気的な執念は気に入っていた。
戦いでは華麗な身のこなしで相手を翻弄し、空中から襲いかかる戦法を得意とする。その戦闘スタイルの原型となったのは幼少時に日本で学んだ「NINJUTSU」（忍術）である。
『ストリートファイターV』（以下『ストV』と表記）ではコスチュームが一新され、上半身に白い長袖シャツを着用している。
対戦型格闘ゲームにおける美形キャラクターの元祖的存在にあたり、奇抜な服装やインパクトから色物（アメコミではケンに「オペラ座の怪人」と揶揄された）として見られることもあるが、キャラクター人気自体は高い。カプコンが『ストリートファイター』15周年の際に行ったキャラクター人気投票では総合5位にランクインした。
『ストII』の開発段階では最初に出身国や格闘家の属性を用意し、それらを組み合わせてキャラクターのベースが作られていたが、最終的に残った国がスペイン、属性が忍者であり、それらを組み合わせてスペイン忍者バルログが完成した。『ストII』でバルログを担当したKATURAGIによると、アートディレクターのあきまんに「スペインの忍者描いて。タイの忍者でもいいよ」と言われ、タイの忍者としてデザインしかけたところ、「やっぱりスペインで。『北斗の拳』の修羅の国の最初に出てくる奴みたいなの」と改めて指示されてデザインしたという。「バルログ」という名前は「強そうだから」という理由で付けられた。具体的な由来に関しては某戦艦から来ているとする書籍もあるが、ディレクターの西谷亮によれば「怪物の方のバルログ」から取られたという。

### 人物
スペインの没落貴族だった美しい母と、大富豪だが醜い容姿の父との間に生まれる。最初で最後の子供であり兄弟はいない。自身の美しい容姿とブロンドの長い髪や、人一倍の美への執着心は母からの影響が強い。大富豪だが醜い男と評判の父と結婚させられた彼の母親は、美というものについて人一倍強い執着心を持つようになってしまった。母親は自分の持つ考えや価値観、美に対しての執着も、そのまま幼い彼にたたき込んだ。幼少時に父親が母親を殺したことがトラウマになっており、それが原因で敗者を醜くなるまでいたぶるようになった。
仮面は自分の顔が返り血や怪我で崩れないようにするため、鉤爪は汚らわしいものに素手で触れないようにするために装着している。
彼の私生活の姿が描かれている媒体はいくつかあるが、西村キヌによる『ストリートファイターII』のアニメ版用設定画には長髪を後ろに流し、黒のハイネックにスーツを着用し、眼鏡をかけたイラストが存在する。狂気に満ちた普段の姿とは異なり、落ち着きのあるインテリの美青年といった趣だが、この姿で実際に登場したことはない。
『ストリートファイターZERO3』（以下『ZERO3』）では洗脳されて自我を失ったキャミィを見てシャドルーの在り方に疑問を感じ、ベガに反旗を翻すシーンも見られ、エンディング後はキャミィを保護する。
『ストリートファイターIV』（以下『ストIV』）においてはシャドルー崩壊の際に行方をくらましていたが、ベガの復活と共に再び姿を現す。家庭用版のアニメーションでは仮面舞踏会とはいえ、上半身が裸の状態でパーティに出席する姿が描かれた。
『ストリートファイター6』ではベガがSEASON2の追加キャラクターとして登場した際に会話で登場するのみだが、これまでほとんど描写が無かった私生活が僅かながら描かれており、後述するテレビアニメ『ストリートファイターII V』での設定が反映されており、表向きにはラ・セルダ家の城主として従者を従えて生活しているという。
『ストリートファイターEX』（以下『EX』）シリーズでは『EX2』から登場。『EX2』と『EX3』では条件を満たすと仮面を外した状態で戦えるようになる。『EX2 PLUS』ではシャドルーの開発した洗脳麻薬「SH-11」に興味を持ち、エンディングで薬を投与し究極の美「極美」を手に入れるが、その代償として心とプライドが醜く歪んでいく。『EX3』のエンディングでは心に人間らしさを取り戻し始め、自分の象徴である仮面を崖下に投げ捨てようとするが、結局捨てることができず絶叫する。
『ウルトラストリートファイターII』では大会で優勝し自身が最強であることを確信すると「飽きた」という理由でシャドルーを脱退、長い間戦いの世界から遠ざかった。時が経ち「鮮血の赤が最もふさわしい色」であることを思い出し、再び爪と仮面を身につける。

### 他キャラクターとの関係
シャドルーの幹部ではあるが、総帥のベガとは普通の主従関係ではない。ベガに対しては忠誠心こそないが、一定の敬意は払っている。『ZERO3』ではシャドルーの構成員ではなく、ベガの圧倒的強さに美しさを認め、理想的な対戦相手を用意させることを条件にシャドルーへの一時的な協力を承諾している。また、同じシャドルー幹部でありながら、マイク・バイソンのことはがさつな性格や容姿などから嫌悪している。サガットのことはリュウに敗れたことから「敗北者」として蔑んでおり、F.A.N.G（ファン）に対しては「下種」呼ばわりして嫌っている。
華麗な足技を持つ春麗に嫉妬すると同時にその美しさを認めており、漫画や劇場アニメでは彼女と対決したり、何らかの形で関わることが多い。『ストIV』シリーズではまこととエレナ、『ストV』ではララに対しても勝利時に好印象を抱いているとうかがえる台詞を吐く。
中平正彦の漫画『スーパーストリートファイターII キャミィ外伝』でキャミィのライバル格として描かれたのをはじめ、以後のゲームやメディアミックスでもバルログとキャミィの共演は多い。だが『ストIV』シリーズや『ストV』ではキャミィはバルログを激しく嫌悪している。
バイソンのほかにもザンギエフ、ダルシム、バーディー、ルーファス、ヒューゴーなどの巨漢や色物は醜いものとして嫌っており、彼らに勝利した際は侮蔑したような台詞を放つ。
『ストV』のDLCキャラクターである風間アキラに対しては「愛や友情など弱者の遠吠えでしかないので美しくない」と軽蔑しており、バルログ自身はアキラから「愛や友情を理解しない貴方に本当の美しさは分からない」と批判されている。
『ストII』の設定では「エドモンド本田のふくらはぎが気になっている」という描写があったが、現行の設定では本田も「醜いもの」として嫌悪の対象になっている。
初代『ストリートファイター』に登場した忍者の激とは好敵手であるが、詳しい関連性は不明。

### 他社とのクロスオーバー
『頂上決戦 最強ファイターズ SNK VS. CAPCOM』ではプレイヤーキャラクターとしての登場はないが、トーナメントモードにてSNK側のキャラクターをプレイヤーに選択した場合に限りデモシーンで登場する。ベガの命令でプレイヤーキャラクターを襲撃するが、ライバルキャラクターに倒されて退場する。
『CAPCOM VS. SNK』（以下『カプエス』）シリーズでは、バイソンや山崎竜二とは掛け合いや勝利メッセージにおいて互いに険悪な関係にある。また、二階堂紅丸と鑑恭介を美形と認めているが、紅丸からは「理解できない」、恭介からは「価値観の違いで済ませるには歪みすぎている」と言われている。『カプエス』シリーズの掛け合い勝利メッセージでは女性キャラクターの評価をする台詞があり、不知火舞に対しては「あながち誇張表現ではない艶がある」と高く評価している一方、同じくノ一であるマキに対しては「粗暴で乱雑、美の欠片もない」と酷評している。
『SNK VS. CAPCOM SVC CHAOS』（以下『SVC CHAOS』）では、それぞれ対戦前デモにおいてキム・カッファンにチョイ・ボンゲと間違われたり、チョイからも爪をつけていることを一緒にされているが、いずれにせよバルログ自身は不快に思っている。
『ストリートファイター X 鉄拳』（以下『ストクロ』）では、ベガの命令を受けてバイソンとともに牽制し合いながらも「パンドラの箱」の捜索に向かう。バイソンと共に行動することを不愉快に思いつつも、箱の持つ力それ自体には興味津々な様子。『ストクロ』の鉄拳サイドの女性キャラクターのニーナ、飛鳥、リリ、ジュリア、クリスティに対しては美しさを認めて好印象を抱いた台詞を吐く一方で、人造人間であるアリサに対しては「魂なき者を刻んでもこの爪は満足しない」と物足りなさを感じている様子。また、ポール、マードック、ボブ、ジャックX、オーガのことは醜いものとして嫌悪し、上記のダルシムやザンギエフなどと同じように蔑んだ台詞を放つ。
『モンスターストライク』では通常と進化時の属性は「光」設定である。

## ゲーム上の特徴
『ストII』では前進・後退ともに春麗やベガ以上の歩行速度と高く素早いジャンプ（速さ・高さ共にブランカ以上）を併せ持ち、全キャラクターで最高の機動力を持つ。また、腕に装着した鉤爪により、パンチ系の攻撃はリーチや攻撃判定に優れる。ジャンプ攻撃は無敵必殺技以外ほぼ全ての対空通常技に打ち勝つ性能だった。
バルログの登場するスペインステージ（『ZERO3』では「レケナの螺旋塔」、『ストV』では「Flamenco Tavern」という名称）は背景が金網フェンスで隔てられており、この金網に貼り付いてよじ登り、そこから高くジャンプして相手を襲う「フライングバルセロナアタック」と「イズナドロップ」が特徴。
他の四天王と同様、『ストリートファイターII'』（以下『ダッシュ』）からプレイヤーキャラクターとして選べるようになった。
『スーパーストリートファイターII』（以下『スパII』）からは立ち状態のキック技や空中でのパンチ（爪）技など通常技が大幅に増え、6ボタン全ての技が固有のグラフィックを持つようになった。スペインステージにおいても金網に貼り付く「金網ジャンプ」が削除、全ステージで「壁向かいジャンプ」となった。『ZERO3』と『ストV』ではスペインステージでのみ、ボタン入力によって金網につかまる「壁張り付き」が「ブラッディガーデン」という名前で復活。
『ストII』シリーズでは前進・後退時のグラフィックは両者同一であったが、『ZERO3』以降からは後退時のグラフィックが新規にリニューアルされている。

### 爪と仮面
バルログが装着している鉤爪は「相手の攻撃を受ける」など一定条件によって爪が弾き飛ばされ、技のリーチ・攻撃力とも低下する設定が登場当初から存在する。『スーパーストリートファイターIIX』（以下『スパIIX』）以降の作品では外れた爪の再装備が可能になった。
『ストII』で爪を外すと高得点となるので、『ゲーメスト』や『マイコンBASICマガジン』でのハイスコア記録において、「ツメ×Ｘ」という記載がある場合はバルログの爪を何回外したかという意味となる。これは爪を外してから相打ちKOを何度も繰り返して実行していた。
また、『ZERO3』以降では仮面が外れる設定も追加され、『カプエスPRO』以降一部作品では仮面が外れると防御力が下がる反面、攻撃力が上がる要素も追加された。
外れた爪や仮面の扱いについては、そのまま消失するものや再度拾って装着できるものなど作品によって様々であり、特定の技を使用することで自ら爪や仮面を着脱できる作品も存在する。

## 技の解説

### 通常技
作品によって若干差異はあるが、ここでは『ストII』シリーズでの技名称を掲載。『ダッシュ』からプレイヤーキャラクターとして使用可能になったが、『ストリートファイターII' TURBO』（以下『ターボ』）までは立ち状態のキック技およびジャンプパンチ技が無く、代わりに立ちではパンチ技、ジャンプはキック技が出ていた。『スパII』以降からは立ちキック技やジャンプパンチ技が追加されている。
| 操作     | 立ち（遠距離）                               | 立ち（近距離）                             | しゃがみ                           | 垂直ジャンプ                               | 斜めジャンプ                                 |
| -------- | -------------------------------------------- | ------------------------------------------ | ---------------------------------- | ------------------------------------------ | -------------------------------------------- |
| 弱パンチ | スパーククロー / レイザークロー(※)           | スパーククロー / スナップクロー(※)         | ファルコンクロー                   | ローズニードル / エアクロー(※)             | コメットストリーム / エアクロー(※)           |
| 中パンチ | スパーククロー / スラッシュクロー(※)         | スパーククロー / スラムクロー(※)           | コンドルクロー                     | ウィンディーライナー / フライングクロー(※) | メテオドロップ / フライングクロー(※)         |
| 強パンチ | ブラッディクロー / バスタークロー(※)         | ブラッディクロ― / キリングクロー(※)        | イーグルクロー / サーベルクロー(※) | シャイニングスター / パワークロー(※)       | シューティングスター / ハンティングクロー(※) |
| 弱キック | スパーククロー / マスカレードステップ(※)     | スパーククロー / フェザーフリック(※)       | リザードウィップ                   | ローズニードル                             | コメットストリーム                           |
| 中キック | スパーククロー / ポイズンニードル(※)         | スパーククロー / スコーピオンテイル(※)     | ドラゴンウィップ                   | ウィンディーライナー                       | メテオドロップ                               |
| 強キック | ブラッディクロー / ギャラクシーストリーム(※) | ブラッディクロー / プラネットシューター(※) | ラウンドスライダー                 | シャイニングスター                         | シューティングスター/ムーンティアドロップ(※) |

※ 『スーパーストリートファイターII』『スーパーストリートファイターIIX』および『ハイパーストリートファイターII』でのSUPER、SUPERX仕様のみ

### Vシステム

#### Vスキル
マタドールターン [I]
身を翻し相手の攻撃をかわす技。動作中は上半身への攻撃と飛び道具を回避可能。また、ボタンをホールドすると爪で攻撃する。
マタドールフリップ [II]
バック転の動作で後方に移動する。動作中は打撃と飛び道具を回避可能。また、キックボタンを押すと「コズミックスマート」に派生する。
コズミックスマート
前方への飛び蹴り。ヒット後はしゃがみ強キックなどで追撃可能。

#### Vトリガー
ブラッディベーゼ・トレロ / ブラッディベーゼ・ルージュ / ブラッディベーゼ・レーブル [I]
薔薇を投げつけ相手に当たると、相手に向かって突進して切り裂く。「トレロ」は前方に、「ルージュ」は斜め上に、「レーブル」は前方ジャンプから薔薇を投げる。
アレグリアス [II]
新たに「フラッシュアーチ」が使用可能になる。
フラッシュアーチ・ロッサ
仰け反り構えを取る当て身技。相手の打撃技を受けると、片足で蹴り上げ、逆の足による回し蹴りで空中に蹴り飛ばす。「EXフライングバルセロナ」かクリティカルアーツで追撃ができる。
フラッシュアーチ・グラナーデ
即座に蹴り技を繰り出す。

### 投げ技
レインボースープレックス
通常投げ。背後から胴を掴み、ブリッジを利かせて叩きつけるジャーマン・スープレックスのような技。
スターダストドロップ
空中投げ。『ストII』では、ほぼ真横に相手を放り投げる。『ストIV』シリーズでは空中で数秒静止した後、勢いをつけて斜め下へ叩きつける。
スターダストシュート
『ストV』での空中投げ。「スターダストドロップ」とほぼ同じ。
クレセントライン
『ZERO3』で追加された空中投げ。足で相手を掴んで投げる。『ストIV』シリーズと『ストV』では地上投げに変更され、相手を後方へと投げる。
カーマインフリップ
『カプエス』シリーズと『SVC CHAOS』でのみ使用する通常投げ。足で相手を掴んで地面に叩きつける。
ワイヤースマッシュ
『EX』シリーズにおける通常投げで、画面に向かって投げつける技。投げつけられた相手は画面端に到達するとステージ問わず金網に跳ね返される演出が発生する。
ジャーマンスープレックス
『EX3』における通常投げ。
ワールウインドスープレックス
『EX』シリーズにおける空中投げ。

### 特殊技
バックスラッシュ（特殊技）
バック転で攻撃を回避する。回転中は完全無敵だが終わり際に隙がある。
『ダッシュ』ではレバー操作のみで出す技。『ターボ』からボタン操作に変更。
当初は必殺技扱いだったが、『EX』シリーズと『ストIV』シリーズでは特殊技扱い。『ストV』ではVリバーサル。
ショートバックスラッシュ（特殊技）
「バックスラッシュ」の短縮版で『スパII』から追加された。移動距離が少ない分、動作時間も短い。
当初は必殺技扱いだったが、『ストIV』シリーズでは特殊技扱い。『EX』シリーズでは使用しない。『ストV』ではVリバーサル。
コズミックスマート
『ZERO3』からの技。前方への飛び蹴り。
アタッチイングクロー
『EX』シリーズの技。新たな爪を装着し直す。動きはスローだが爪の部分に攻撃判定があり、対空技としても機能する。
トゥルエノクロー
『EX』シリーズにおけるガードブレイクまたはハードアタック技。踏み込みながら腕を横薙ぎに振り回す。
ピースオブマーキュリー
『ZERO3』における立ち強キック。小さく跳ねてかかと落としを繰り出す。『カプエス2』と『SVC CHAOS』、『ストIV』シリーズでは特殊技扱い。
ターゲットコンボ
『ストIV』シリーズの技。近距離立ち弱キック→立ち強キックのコンボ。
『ウルトラストリートファイターIV』（以下『ウルIV』）のオメガエディションでは近距離弱キック→コズミックマートに変更された。
バスタークロー
『ストV』で使用する。爪を正面に突き出す。元は『スパII』から加わった遠距離立ち強パンチで、『ストV』での通常立ち強パンチは爪を振り上げる動作になった。
リバースクロー
『ストV』で使用する。立ち強パンチからの派生技で爪を振り下ろして攻撃する。爪あり時専用技。
マタドールフラッシュ
『ストV』で使用する。立ち強パンチ→「リバースクロー」→「マタドールターン」の連撃。爪あり時専用技。
マタドールブリッツ
『ストV』で使用する。中パンチ→強キック→「マタドールターン」の連撃。爪無し時専用技。

### 必殺技
壁向かいジャンプ（壁ジャンプ） / 壁張り付き（金網ジャンプ） / フライングバルセロナ / ブラッディガーデン
「フライングバルセロナアタック」「イズナドロップ」に派生する技。『ストIV』以降はその行動を「フライングバルセロナアタック」に吸収。『ストリートファイターV アーケードエディション』では「フライングバルセロナ」の名称となった。
『ストII』時は「金網ジャンプ」として、金網によじ登った後に飛び掛かる技であり、『ダッシュ』『ターボ』ではスペインステージ以外では背景に金網が存在しないため、三角跳びのように画面端で跳ね返る「壁向かいジャンプ」に変更された。『スパII』『スパIIX』では「金網ジャンプ」が廃止されスペインステージでも壁に向かう。『ZERO3』ではスペインステージに限り、特殊入力で「壁張り付き」が可能になった。『ハイパーストリートファイターII』では『ダッシュ』仕様と『ターボ』仕様のみ「壁張り付き」が可能。
『ストV』ではバルログステージを再現した「Flamenco Tavern」限定で使用可能な金網ジャンプが「ブラッディガーデン」の名前で新規追加された。「フライングバルセロナ」とは別の技で、派生攻撃は同じだがスピードが上昇している。
フライングバルセロナアタック / ブラッディガーデンアタック
壁向かいジャンプ（壁ジャンプ）または壁張り付き（金網ジャンプ）後、空中から相手に飛び掛かり、両腕を広げるようにして爪で斬り付ける。『スパII』からはヒットすると相手が必ず転倒するようになった。
『ストIV』シリーズでは「壁向かいジャンプ」の行動を吸収。EX技版では発動時のジャンプにも攻撃判定が付加され、そのまま追加攻撃や「イズナドロップ」を決めることが可能となった。
『ストV』では切り裂き後、吹き飛んだ相手に打撃系のあらゆる攻撃で追撃ができる。
イズナドロップ / ブラッディガーデンドロップ
壁向かいジャンプ（壁ジャンプ）または壁張り付き（金網ジャンプ）後、空中から飛び掛かり、相手を掴んでそのまま垂直に落下する。相手の位置が地上・空中のどちらでも掴むことが可能だが、比較的空中の方が掴みやすい。
基本的にこの技のコマンドは相手の近くで[→P]や[←P]だが、『V』では通常掴みと同じコマンドである[弱PK]になった。
ローズソーン
『ウルIV』オメガエディションで使用。壁向かいジャンプ（壁ジャンプ）後、相手を飛び越して出しても戻ってくる急降下蹴りを放つ。
ローリングクリスタルフラッシュ
地面を前転しながら体当たりで攻撃し、最後に爪で突き刺す。
クリムゾンセルファイ
『ウルIV』オメガエディションの「ローリングクリスタルフラッシュ」のEX版として使用。前ダッシュの動作で飛び込み体当たりして1回の前転で追撃すると爪で相手を上空に切り飛ばし、飛び上がってクロス型に切り裂く。
発生の早さ、飛び込みの距離、ガード時の隙全てが通常版よりはるかに優れている。
クリムゾンテラー
『ストV』で「ローリングクリスタルフラッシュ」と差し替えられた必殺技。地面を前転しながら体当たりで攻撃し、踵落としを放つ。
EX版はヒット後に「スカーレットテラー」で追撃する。
スカイハイクロー
『スパII』から追加。画面端からジャンプして爪を前に突き出しつつ、高速で相手に飛び掛かる。ボタンの強弱で突進する高度が変わる。
『ウルIV』オメガエディションでは真上に高く飛び上がり、パンチボタンを押すことで斜め下に爪を前に突き出しながら飛び掛かる。
オーロラスピンエッジ
『ストV』で追加された技。爪を横に振り切り裂きながら退く。ボタンの強弱によって下段、中段、上段となり、EX版は中段で切り裂いた後に爪を正面に突き刺して追撃する。
グランドイズナドロップ
『ストV』で追加されたコマンド投げ。爪を外した状態でのみ使用可能。相手の背後に回りんで掴み、飛び上がって壁キックでさらに上昇し「イズナドロップ」で落下する。
スカーレットテラー（必殺技）
『スパIIX』から追加。バック転しながら蹴りで攻撃する。シリーズによっては無敵判定があるため、対空技として使える。
EXスカーレットテラー派生
『ウルIV』オメガエディションで使用する。「スカーレットテラー」ヒット後に「ピースオブマーキュリー」の動作で踵落としをする。
バックスラッシュ（必殺技）
特殊技の項を参照。
ショートバックスラッシュ（必殺技）
特殊技の項を参照。
爪外し、仮面外し（インサニティゲイズ）
『ストIV』シリーズの技。装着している爪もしくは仮面を自分から外し、近くに落とす。攻撃性能はない。また「仮面外し」はスーパーコンボゲージ2ブロック消費する。
『ウルIV』オメガエディションでは「仮面外し」の名前が「インサニティゲイズ」に変更されており、発動時にスーパーコンボの暗転演出が追加される。「インサニティ」は「狂気・精神異常」、「ゲイズ」は「陽気な・楽しそうな」という意味がある。
スイッチングクロー
『ストV』で追加された動作。爪の脱着を行なう。『ストV』では爪を装着した状態でダメージを受け続けると爪の耐久力が無くなり、外れたときは爪が歪み拾えなくなる。
スピアスロー / マスクスロー
『ストリートファイター ザ・ムービー』の技で、装着している爪（あるいは仮面）を投げる。

### スーパーコンボ
ローリングイズナドロップ
「イズナドロップ」の強化版。掴んだ相手を複数回叩きつける。『スパIIX』と初代『カプエス』のEXキャラクターは投げが確定するまでゲージを消費しない。『ZERO3』以降は画面端からジャンプした時点でゲージを消費するようになった。『EX』シリーズではメテオコンボ（LV3専用）扱いである。『ストIV』シリーズでは『スパIIX』に比べて技のモーションが早くなった。
フライングバルセロナスペシャル
『ZERO3』で追加された技で、「フライングバルセロナアタック」の強化版。ダメージは「ローリングイズナドロップ」に劣る。
スカーレットミラージュ
『ZERO3』の技。「スカーレットテラー」を連続で繰り出す。
レッドインパクト
『ZERO3』で追加されたLV3専用技（『SVC CHAOS』ではEXCEED）。前方に爪を突き出し、ヒットした場合は相手を自分の真上に放り投げ、落下してくる相手を爪で貫く。爪を装着している時しか使用できない。『SVC CHAOS』では落ちてくる相手を貫く際、巨大な赤い薔薇が出現する演出が追加されている。
グランドクリスタルフラッシュ
『EX』シリーズの技。「ローリングクリスタルフラッシュ」の強化版。
スカイハイイリュージョン
『EX』シリーズの技。「スカイハイクロー」の強化版。画面端からジャンプして爪を前に突き出し、錐揉み状に回転しながら相手に飛び掛かる。
ファントムディストラクション
『EX2』の技。膝で蹴り上げ、ヒットした相手を宙に高く浮かせる。相手が着地するまでに追加入力することで「スピニングイズナドロップ」に派生可能。
スピニングイズナドロップ
宙に高く浮いた相手の頭と足をつかみ、回転しながら地面に叩きつける「イズナドロップ」の強化版。
スカーレットテラー（スーパーコンボ版）
『EX』シリーズの技。『EX2 PLUS』で「ファントムディストラクション」の代わりに追加された。前方にバク宙して、ヒットした相手を宙に浮かせる。『EX3』では追加入力で「スピニングイズナドロップ」に派生可能。
ヘルズスカーレット
『ストリートファイター ザ・ムービー』の技で、バック転を連続して繰り出す。

### ウルトラコンボ
ブラッディハイクロー
『ストIV』シリーズの技。「スカイハイクロー」の強化版。画面端に向かってジャンプした後、バラの花弁を纏いながら爪を前に突き出し、目にも留まらぬ速さで相手に飛び掛る。ヒット時は「スカイハイクロー」で下から斜め上に切り刻みながら上昇していく。爪を装着していなくても発動可能だが、その場合は大きく威力が落ちる。
『スーパーストリートファイターIV』（以下『スパIV』）では、発動時のジャンプに攻撃判定が付加。
『ストクロ』でもスーパーアーツとして使用する。発動の演出の後に壁向かいジャンプを行うが動作は非常に遅く、切り刻みながらの上昇も『ストIV』に比べて、錆びたような重い動作になる。
スプレンディッドクロー
『スパIV』にて使用。「ラウンドスライダー（しゃがみ強キック）」で突進した後「スカーレットテラー」で相手を浮かし、落下してきたところに爪で一閃を加える。『ストクロ』ではクロスアーツとして使用する。

### クリティカルアーツ
ブラッディレイン
「フライングバルセロナスペシャル」の動作で三角飛びをして相手の真上に移動して真下に突進し「スカーレットテラー」で上空に蹴り上げ、さらに追撃し相手を鉤爪で斬り裂く。発動後は薔薇が舞い散る。
「EXフライングバルセロナアタック」「フライングバルセロナスペシャル」「ブラッディハイクロー」のように最初の飛び上がりが前方の場合は相手を蹴り上げる。

## 他のメディアのバルログ

### 映画
- 1994年の実写ハリウッド映画『ストリートファイター』、およびそれとのタイアップで作られた格闘ゲーム『ストリートファイター ザ・ムービー』『ストリートファイター リアルバトル オン フィルム』では、外国名のベガの名で登場。同作ではジェイ・タバーレ (en:Jay Tavare)が演じている。特徴的な風貌、ナルシストな性格、闘技場のファイター、宙返りを披露するなど、原作に近い設定だが、サガットの部下となっている。また、外見（髪が黒い、褐色の肌色など）にも細かい相違点が見られる。手製の鉤爪を使用する一幕も見られ、鉤爪に拘っている演出が見られた。闇闘技場のファイターで試合相手に武器を勧める演出は後述の『ストリートファイターII V』にも見られた。
- 1994年のアニメ映画『ストリートファイターII MOVIE』では、春麗の暗殺に向かい、湯上がりの彼女を急襲する。不気味な動きで春麗を追い詰めるが、余裕を見せた直後に反撃され顔を踏みつけられて逆上する。さらなる激闘を繰り広げるが、最後は連続蹴りで怯んだところに百裂脚を食らい、マンションの壁を突き破って落下した（その後ニューヨーク市警に逮捕されている）。
- 2009年の実写ハリウッド映画『ストリートファイター ザ・レジェンド・オブ・チュンリー』では、欧米版ではベガ、日本版ではバルログの名で登場。同作ではタブーが演じている。

### テレビアニメ
- 1995年のテレビアニメ『ストリートファイターII V』では、スペインに訪れたケンに宣戦布告する。バルログ・ファビオ・ラ・セルダというフルネーム、18歳の闘牛士と設定されている。仮面のデザインが一部異なる、褐色の肌色、肉体に刺青がない、パンツは紫色一色など、容姿に細かい変更点が見られる。ケンやキャミィと同様、劇場版から声優が変更されていない。

### 漫画
- 『ストリートファイターII -RYU』 - 神崎将臣作。シャドルー四天王として登場。春麗と闘う。
- 『スーパーストリートファイターII キャミィ外伝』 - 中平正彦作。シャドルーの幹部として登場。主人公のキャミィと闘う。
- 『ストリートファイターZERO』 - 中平正彦作。シャドルーの幹部として登場。シャドルーの開催する「裏の格闘大会」を自らの別荘で開催し、組織にとって危険なリュウを抹殺しようとするが割って入ったガイに倒される。その後、シャドルーの巨大移動要塞の指揮を執っていたが、リュウの真・昇龍拳によりベガごと移動要塞を貫かれ、爆発する移動要塞と運命を共にした。
- 『ストII爆笑!!4コマギャグ外伝』 - 橋口隆志作。ナルシストな面を踏襲して描かれている他、女性にもてるのでバイソンやブランカたちに羨まれている。童話のパロディなどで王子役を務めることが多いが、姫役が春麗ではなくなぜかいつもブランカという女運の悪さを持つ。連載末期には四天王の中でも一番登場回数が多く、仮面もほとんどつけていない。ゲームの設定ではバイソンをがさつで野蛮な性格から嫌っているが、本作では仲のよい場面も見られる。
- SUPER STREET FIGHTHRII X 外伝  - 伊藤真美作。第五話「放たれた美獣」、第六話「明かされた過去」に登場。この作品でも主人公のキャミィと戦う。
- ウドン (en:UDON) によるアメリカンコミック『Street Fighter』では、シャドルーの実働的な役割を担っており、ベガが不在の間はシャドルーの指揮を代行していた。

## 登場作品
- ストリートファイターIIシリーズ（『II'』（ダッシュ）以降プレイヤーキャラクター）
- ストリートファイターZERO3、ZERO3↑、ZERO3↑↑
- ストリートファイターIVシリーズ
- ストリートファイターV
- ストリートファイターEXシリーズ（EX2以降）
- カプコン バーサス エス・エヌ・ケイ ミレニアムファイト 2000、PRO
- CAPCOM VS. SNK 2 MILLIONAIRE FIGHTING 2001
- SNK VS. CAPCOM 激突カードファイターズ全シリーズ（トレーディングカードゲーム版も含む）
- SNK VS. CAPCOM SVC CHAOS
- ストリートファイター X 鉄拳
- Street Fighter X Mega Man
- モンスターストライク※特定イベント限定[13]

## 担当声優
ゲーム作品での担当声優
- 塩沢兼人（『ストリートファイターEX』シリーズ）
- 上田祐司（うえだゆうじ）（『ストリートファイターZERO3』、『CAPCOMvsSNK』シリーズ）
- 成金屋清富（『SNK VS. CAPCOM SVC CHAOS』）
- 諏訪部順一（『ストリートファイターIV』以降の関連作品全般）

関連作品での担当声優
- 塩沢兼人（劇場版『ストリートファイターII』、TVアニメ『ストリートファイターII V』）
- 速水奨（ドラマCD『春麗飛翔伝説』）
- 石川和之（OVA『ストリートファイターZERO』）
- 松本大（実写映画『ストリートファイター』日本語吹き替えテレビ版）
- 山路和弘（実写映画『ストリートファイター』日本語吹き替えソフト版）
- 千原ジュニア（実写映画『ストリートファイター ザ・レジェンド・オブ・チュンリー』日本語吹き替え）

## その他
- 開発中に描かれた最も古いデザインでは筋骨隆々とした姿で、仮面をつけている以外に面影は感じられないものであった。次に発案されたデザインは十字軍の服装に剣を携えたものとなっていたが、海外進出を視野に向けた際の宗教上の観点から不採用となった[14]。
- 初代『ストII』でバルログが負けた後のグラフィックは、鼻血の色が誤って青色に表示されているため、鼻水を出しているようにしか見えなかった[15]。『ダッシュ』以降は修正されている。
- 『ダッシュ』の時期には、装着している爪が弾き飛ばされた瞬間に8発以上の攻撃が入るとランダムで割れることから、脱着したものではなく砕破したとされる用語が使われていた。消耗品としての扱いでバルログのプロフィールが成されており、カプコンによると「強者揃いのキャラクターなので鉄製なのに折れてしまうんです」とのこと[16]。
- メガドライブで発売された『ストリートファイターIIダッシュプラス』のCMで、実写映像を盛り込んだ単独出演を果たす。CM冒頭では仮面を取った素顔をセイン・カミュが演じた。セインは顔のカットのみ担当しており、身体の担当はデリック・ワイズマンである。
- スーパーファミコン版のスペインステージでは、いずれのシリーズでも背景のギター弾きが削られている。
- カプコンと彩京が共同開発したアクションシューティングゲーム『ガンスパイク』に容姿や設定、使う技などが類似したキャラクター「バルログ」（ゲーム中での表記は「Fallen Balrog」「Revenger Balrog」）が登場する。
- 『ストリートファイターVアーケードエディション』（以下『ストV AE』と表記）では期間限定の追加コスチューム「クラシカルバルログ【裸の貴公子】」として『ストIV』以前の上半身が裸の姿がエクストラバトルの報酬として登場した（「メナトの気まぐれ占い」にて2018年11月15日まで配信）。

- 『ストリートファイターII』のバルログBGMを担当した下村陽子はこの曲のプロトタイプをおよそ20分で作り、下村が作曲業を始めて間もない当時の曲の中では驚異的スピードであった[17]。するっと出てきた曲ですか……すごく覚えてるのは、『ストII』のバルログの曲ですね。あの頃作っていた曲の中では、尋常じゃなく早くできたんですよ。ざくっとしたのは20分くらいで作れました。『ストII』は作曲の仕事を始めて日が浅かった頃で、かつゲームもすごくヒットして、みなさんにもすごく好評だったので。すごくよく覚えてますね。—ゲーム音楽と歩んだ25年　～下村陽子ロングインタビュー～2020年5月に下村は自身のYouTubeチャンネルにてバルログBGMのピアノ演奏を披露している。